# Boneless
Boneless è un singolo del DJ statunitense Steve Aoki, del DJ britannico Chris Lake e del DJ tedesco Tujamo, pubblicato il 23 agosto 2013 dalla Ultra Music e dalla Dim Mak Records, quest'ultima di proprietà di Aoki.

## Video musicale
Il video musicale è stato girato presso Venice Beach, vicino a Los Angeles (California) ed è stato pubblicato il 27 agosto 2013 attraverso il canale YouTube della Ultra Music. Oltre ai tre DJ, che vestono i panni di skater, fanno la loro apparizione anche altri skater come Anthony Amedori, Tanner Chung, Andrew Hussey, Chris Mendes, Brent Pontin, Tony Tave, Eddie Wall e Angel Cabada dei Supra Footwear.

## Tracce
Download digitale
1. Boneless – 4:30

Download digitale – Remixes
1. Boneless (Keys N Krates Remix) – 2:56
2. Boneless (Ookay Remix) – 4:26

## Classifiche
| Classifica (2013)              | Posizione massima |
| ------------------------------ | ----------------- |
| Austria                        | 42                |
| Belgio (Fiandre)               | 73                |
| Belgio (Vallonia)              | 44                |
| Francia                        | 96                |
| Germania                       | 49                |
| Stati Uniti (dance/electronic) | 17                |

## Delirious (Boneless)
Il 24 giugno 2014, Steve Aoki ha pubblicato una nuova versione del brano, denominata Delirious (Boneless) ed estratto come secondo singolo dal secondo album in studio Neon Future I.
Rispetto alla versione originaria, Delirious (Boneless) è caratterizzata dalla partecipazione vocale del rapper statunitense Kid Ink ed è stato inoltre certificato disco d'oro dalla RIAA.

### Video musicale
Il video musicale, diretto da Golden Wolf e prodotto da Lord Danger, è stato pubblicato il 9 ottobre 2014 attraverso il canale YouTube di Aoki, unico protagonista dello stesso insieme a Kid Ink.

### Tracce
Download digitale
1. Delirious (Boneless) (feat. Kid Ink) – 3:43

Download digitale – Remixes
1. Delirious (Boneless) (feat. Kid Ink) (Chris Lorenzo Remix) – 4:18
2. Delirious (Boneless) (feat. Kid Ink) (Reid Stefan Remix) – 4:11

### Classifiche
| Classifica (2014)              | Posizione massima |
| ------------------------------ | ----------------- |
| Canada                         | 81                |
| Stati Uniti                    | 90                |
| Stati Uniti (dance/electronic) | 9                 |
| Stati Uniti (rap)              | 21                |